# Équipe d'Azerbaïdjan féminine de basket-ball à trois
Maillots
L'équipe nationale féminine d'Azerbaïdjan 3×3 est une équipe nationale de basket-ball d'Azerbaïdjan, administrée par la Fédération azerbaïdjanaise de basket-ball. Elle représente le pays dans les compétitions internationales de basket-ball féminin 3×3.

## Histoire
En avril 2024, l'équipe, centrée autour de Tiffany Hayes, a remporté le tournoi de qualification pour les Jeux olympiques d'été de 2024 à Hong Kong et s'est qualifié pour les Jeux olympiques pour la première fois de son histoire.

## Résultats

### Palmarès
| Compétitions mondiales                             | Compétitions continentales | Autres compétitions                                               |
| -------------------------------------------------- | -------------------------- | ----------------------------------------------------------------- |
| - Jeux olympiques - Néant - Coupe du monde - Néant | - Coupe d'Europe - Néant   | - Jeux de la solidarité islamique (2) - Vainqueur en 2017 et 2021 |

### Parcours en compétitions internationales

#### Jeux olympiques
| Année | Position      |      | Année | Position |
| 2020  | Non qualifiée | 2028 | -     |          |
| 2024  | 7e            | 2032 | -     |          |

#### Coupe du monde
| Année | Position      |      | Année         | Position     |   | Année | Position |
| 2012  | Non qualifiée | 2019 | Non qualifiée | 2027         | - |       |          |
| 2014  | Non qualifiée | 2022 | Non qualifiée | Pays inconnu | - |       |          |
| 2016  | Non qualifiée | 2023 | Non qualifiée | Pays inconnu | - |       |          |
| 2017  | Non qualifiée | 2025 | Non qualifiée | Pays inconnu | - |       |          |
| 2018  | Non qualifiée | 2026 | -             | Pays inconnu | - |       |          |

#### Coupe d'Europe
| Année | Position      |      | Année         | Position     |   | Année | Position |
| 2014  | Non qualifiée | 2021 | Non qualifiée | 2026         | - |       |          |
| 2016  | Non qualifiée | 2022 | Non qualifiée | Pays inconnu | - |       |          |
| 2017  | Non qualifiée | 2023 | Non qualifiée | Pays inconnu | - |       |          |
| 2018  | Non qualifiée | 2024 | 11e           | Pays inconnu | - |       |          |
| 2019  | Non qualifiée | 2025 | -             | Pays inconnu | - |       |          |